# Xanthoparmelia convoluta
Xanthoparmelia convoluta är en lavart som först beskrevs av August von Krempelhuber och fick sitt nu gällande namn av Mason Ellsworth Hale. 
Xanthoparmelia convoluta ingår i släktet Xanthoparmelia och familjen Parmeliaceae. Inga underarter finns listade i Catalogue of Life.